# 巴布延海峡
18°42′N 121°36′E / 18.700°N 121.600°E
巴布延海峡或巴布煙水道（Babuyan Channel）是菲律宾北部吕宋岛和巴布延群岛之间的海峡，与其北的巴士海峡和巴林塘海峡合称为吕宋海峡。该海峡东接太平洋，西通南中国海，全长217公里，水深超过200米，是重要的国际航道。
巴布延海峡面积0.495万平方公里，是菲律宾内海。